# کریم زرگر
کریم زرگر (۱۳۳۲ – ۱۰ بهمن ۱۳۹۶) بازیگر، کارگردان، صاحب امتیاز و مدیر مسئول ماهنامهٔ گزارش فیلم و بنیانگذار مؤسسهٔ راه معرفت در ایران بود که به تبلیغ و ترویج جنبش نوپدید عرفانی اکنکار می‌پرداخت. او به اتهام تجاوز به عنف محکوم و اعدام شد. او دارای دکترای حقوق دریاها از دانشگاه استراسبورگ فرانسه بود و سابقهٔ مدیریت کل سیمای برون‌مرزی، مدیریت پخش شبکه یک و ریاست دانشگاه صدا و سیما را داشت.

## تحصیلات
زرگر فارغ‌التحصیل حقوق قضایی از دانشکده حقوق دانشگاه تهران و دارای دکترای حقوق دریایی از دانشگاه استراسبورگ فرانسه بود.

## سمت‌ها
او کارمند عالیرتبهٔ صدا و سیمای جمهوری اسلامی ایران بود و مسئولیت‌های همچون مدیریت کل سیمای برون‌مرزی، مدیریت پخش شبکهٔ اول سیما و ریاست دانشکدهٔ صدا و سیما را به عهده داشت. وی همچنین مدیر مسئول ماهنامهٔ «گزارش فیلم» بود.

## فعالیت در سینما
او در سینما هم فعالیت داشت و در فیلم «عروسی خوبان» به کارگردانی محسن مخملباف به عنوان مدیرتولید و بازیگر فعالیت کرده بود

## دستگیری و محاکمه
در مهر ۱۳۹۴ مؤسسهٔ راه معرفت تعطیل شد و زرگر به همراه همسرش، مرجان داوری بازداشت و به بند ۲۰۹ زندان اوین منتقل شدند. سپس هر دو نفر در دادگاهی به ریاست ابوالقاسم صلواتی با اتهام افساد فی‌الارض ذیل موضوع تبلیغ و ترویج جنبش نوپدید عرفانی اکنکار به اعدام محکوم شدند. جلسات دادگاه در روزهای ۲۵، ۲۶ و ۲۷ مهر ۱۳۹۵ و نیز ۲۱ و ۲۲ آذر ۱۳۹۵ در شعبهٔ ۱۵ دادگاه انقلاب برگزار شد.
حکم اعدام همسرش پس از ارجاع به دیوان عالی کشور نقض و پرونده برای دادرسی به شعبهٔ هم‌عرض دادگاه انقلاب تهران ارجاع شد و او به ۷۵ سال زندان محکوم شد. با این حال علاوه بر محاکمه در دادگاه انقلاب، کریم زرگر در پرونده‌ای دیگر به اتهام تجاور به عنف در شعبهٔ ششم دادگاه کیفری استان تهران هم محاکمه شده و حکم اعدام دریافت نموده بود.

## اعدام
کریم زرگر در ۱۰ بهمن ۱۳۹۶ در سن ۶۴ سالگی در زندان رجایی‌شهر کرج اعدام شد.

## آثار

### کارگردان
- ۱۳۶۸ - او منفی
- ۱۳۶۸ - مدرسه رجایی

### بازیگر
- ۱۳۷۳ - روز شیطان
- ۱۳۷۲ - جنگ نفت‌کش‌ها
- ۱۳۶۷ - عروسی خوبان

## برای مطالعهٔ بیشتر
- «یک سرگذشت:کریم زرگر». بنیاد عبدالرحمن برومند.